# Herman Wyatt
Herman Wyatt (* 13. September 1931) ist ein ehemaliger US-amerikanischer Hochspringer.
1955 gewann er bei den Panamerikanischen Spielen in Mexiko-Stadt Silber.
1954 und 1958 wurde er US-Hallenmeister. Am 29. Januar 1955 stellte er in Boston seine persönliche Bestleistung von 2,09 m auf.